# Markovs olikhet
Markovs olikhet är, inom sannolikhetsteorin, en uppskattning av en sannolikhet med hjälp av ett väntevärde:
Låt {\displaystyle (\Omega ,{\mathcal {F}},\mathbb {P} )} vara ett
sannolikhetsrum och {\displaystyle X:\Omega \longrightarrow \mathbb {R} } en stokastisk variabel på detta rum. Om {\displaystyle h:\mathbb {R} \longrightarrow [0,\infty )} är en mätbar funktion så gäller, för varje tal {\displaystyle \varepsilon >0}, följande uppskattning av sannolikheten {\displaystyle \mathbb {P} \{h(X)\geq \varepsilon \}}:
{\displaystyle \mathbb {P} \{h(X)\geq \varepsilon \}\leq {\frac {1}{\varepsilon }}\mathbb {E} \{h(X)\}.}

## Bevis av Markovs olikhet
Välj ett godtyckligt tal {\displaystyle \varepsilon >0} och definiera mängden
{\displaystyle A=\{\omega \in \Omega :h(X(\omega ))\geq \varepsilon \}=\{\omega \in \Omega :(h\circ X)(\omega )\in [\varepsilon ,\infty )\}.}
Sannolikhetsmåttet {\displaystyle \mathbb {P} } är en
mängdfunktion
{\displaystyle \mathbb {P} :{\mathcal {F}}\longrightarrow [0,1]}
på sigma-algebran {\displaystyle {\mathcal {F}}}. För att vi skall kunna tala om sannolikheten för händelsen A, måste mängden
A vara ett element i sigma-algebran {\displaystyle {\mathcal {F}}}. Den sista formuleringen av mängden A visar att vi kan skriva
{\displaystyle A=(h\circ X)^{-1}([\varepsilon ,\infty ))=X^{-1}\left(h^{-1}([\varepsilon ,\infty ))\right).}
Mängden {\displaystyle M=h^{-1}([\varepsilon ,\infty ))} är ett element i Borel sigma-algebran {\displaystyle {\mathcal {B}}_{\mathbb {R} }}, eftersom funktionen
{\displaystyle h:\mathbb {R} \longrightarrow [0,\infty )}
är mätbar.
Den för oss intressanta mängden A kan uttryckas med hjälp av mängden M enligt:
{\displaystyle A=X^{-1}(M).}
Vi vet att
{\displaystyle X:\Omega \longrightarrow \mathbb {R} }
är en stokastisk variabel, det vill säga: den är en mätbar funktion. Detta innebär att mängden {\displaystyle X^{-1}(M)} är ett element i sigma-algebran {\displaystyle {\mathcal {F}}} och därmed är sannolikheten
{\displaystyle \mathbb {P} \{A\}=\mathbb {P} \{X^{-1}(M)\}}
definierad. Eftersom en sigma-algebra är sluten under komplement-bildning är mängden
{\displaystyle A^{c}=\Omega \setminus A}
också ett element i {\displaystyle {\mathcal {F}}.}
För att visa Markovs olikhet skriver vi den stokastiska variabeln
{\displaystyle h(X)} som en summa av två stokastiska variabler, beroende på om {\displaystyle h(X)} är större än talet
{\displaystyle \varepsilon } eller ej:
{\displaystyle h(X)=h(X)1_{A}+\underbrace {h(X)1_{A^{c}}} _{\geq 0},}
där den andra termen är icke-negativ eftersom funktionen h
endast antar icke-negativa värden.
Detta innebär att vi har olikheten
{\displaystyle h(X)\geq h(X)1_{A}.}
På mängden A är den stokastiska variabeln {\displaystyle h(X)}
större än, eller lika med, talet {\displaystyle \varepsilon }, vilket ger uppskattningen
{\displaystyle h(X)1_{A}\geq \varepsilon 1_{A}.}
Genom att beräkna väntevärdena av de båda sidorna i olikheten
{\displaystyle h(X)\geq \varepsilon 1_{A}}
och utnyttja sambandet
{\displaystyle \mathbb {E} \{1_{A}\}=\mathbb {P} (A),}
fullbordas beviset av Markovs olikhet:
{\displaystyle \mathbb {E} \{h(X)\}\geq \mathbb {E} \{\varepsilon 1_{A}\}=\varepsilon \mathbb {E} \{1_{A}\}=\varepsilon \mathbb {P} \{A\}.}

## Tillämpningar av Markovs olikhet
Ofta är man intresserad av att uppskatta sannolikheter av typen {\displaystyle \mathbb {P} \{\vert X\vert \geq \varepsilon \}.}
Markovs olikhet kan då tillämpas med den mätbara funktionen {\displaystyle h:\mathbb {R} \longrightarrow [0,\infty ),} definierad av
{\displaystyle h(x)=\vert x\vert }(absolutbeloppet av det reella talet x). 
Olikheten ger den övre begränsningen
{\displaystyle \mathbb {P} \{\vert X\vert \geq \varepsilon \}\leq {\frac {1}{\varepsilon }}\mathbb {E} \{\vert X\vert \}.}
För att denna uppskattning skall vara meningsfull måste väntevärdet {\displaystyle \mathbb {E} \{\vert X\vert \}} vara ändligt:
annars får man den oanvändbara olikheten {\displaystyle \mathbb {P} \{\vert X\vert \geq \varepsilon \}\leq \infty .}
Om man dessutom vet att väntevärdet {\displaystyle \mathbb {E} \{X^{2}\}}
är ändligt kan man få en bättre uppskattning av sannolikheten {\displaystyle \mathbb {P} \{\vert X\vert \geq \varepsilon \}} genom att man kan dividera med talet {\displaystyle \varepsilon ^{2}} istället för med talet {\displaystyle \varepsilon }:
{\displaystyle \mathbb {P} \{\vert X\vert \geq \varepsilon \}=\mathbb {P} \{X^{2}\geq \varepsilon ^{2}\}\leq {\frac {1}{\varepsilon ^{2}}}\mathbb {E} \{X^{2}\};}
Den första likheten kommer av att om x är ett reellt tal och
a > 0, så gäller ekvivalensen
{\displaystyle \vert x\vert >a\Longleftrightarrow x^{2}>a^{2}.}
Uppskattningen
{\displaystyle \mathbb {P} \{\vert X\vert \geq \varepsilon \}\leq {\frac {1}{\varepsilon ^{2}}}\mathbb {E} \{X^{2}\}}
går under namnet Чебышёв (Tjebyshov) olikhet, och är även den ofta använd vid uppskattning av sannolikheter.